# Eualus fabricii
Eualus fabricii är en kräftdjursart som först beskrevs av Henrik Nikolai Krøyer 1841.  Eualus fabricii ingår i släktet Eualus och familjen Hippolytidae. Inga underarter finns listade i Catalogue of Life.